# Kleiner achtzähniger Fichtenborkenkäfer
Der Kleine achtzähnige Fichtenborkenkäfer (Ips amitinus) ist ein Rüsselkäfer aus der Unterfamilie der Borkenkäfer (Scolytinae). Da er seine Brutsysteme in der Rinde der Wirtsbäume anlegt, wird er den Rindenbrütern zugerechnet. Er ist dem Buchdrucker (Ips typographus) im Aussehen und Fraßbild sehr ähnlich.

## Merkmale
Die Käfer werden 3,5 bis 4,8 Millimeter lang und haben einen dunkelbraun gefärbten, walzenförmigen, hinten schmaler werdenden Körper. Der Halsschild verdeckt von oben gesehen den Kopf. Die Flügeldecken haben einen schrägen Absturz, welcher eine flache Mulde bildet, glänzend und deutlich punktiert ist. Der Absturzrand ist auf jeder Seite mit vier Zähnen besetzt, wobei der zweite und dritte Zahn an der Basis nicht verschmolzen ist. Der dritte, größte, ist am Ende knopfförmig verbreitert. Ein weiterer Kegelzahn folgt diesem, bis der Flügeldeckenrand den Absturz abschließt. Die Fühlergeißel ist fünfgliedrig und die Fühlerkeulennähte sind gerade. Das männliche Tier weist kräftigere Zähne am Flügeldeckenabsturz und einen stärkeren Stirnhöcker auf, zudem trägt das siebente Sternit in der Mitte kürzere Haare als das des weiblichen Tiers (Sexualdimorphismus).

## Verbreitung
Die Art ist in West-, Süd- und Osteuropa, bis in den westlichen Teil des europäischen Russlands verbreitet.

## Lebensweise
Der Kleine achtzähnige Fichtenborkenkäfer ist ein polygamer Rindenbrüter an Nadelbäumen. Er kommt vor allem an der Gemeinen Fichte (Picea abies), Bergkiefer (Pinus montana), Zirbelkiefer (Pinus cembra), gelegentlich auch an der Weißtanne (Abies alba) und der Europäischen Lärche (Larix decidua) vor. Er besiedelt die Rinde der Bäume auch im Bereich der Borke. Das Fraßbild wird durch drei- bis siebenarmige Längs- und Sterngänge, welche von einer auf der Innenseite der Rinde meist sichtbaren Rammelkammer ausgehen, gebildet. Die Larvengänge gehen seitlich ab. Es kommt zur Ausbildung von ein bis zwei Generationen im Jahr, die Flugzeit ist von Mai bis Juli. Die Art neigt nur bedingt zu Massenvermehrungen.

## Bekämpfung
Eine Bekämpfung ist schwierig, da den Tieren immer bruttaugliches Material zur Verfügung stehen wird. Bei Verdacht auf eine beginnende Massenvermehrung muss alles befallene Material vernichtet beziehungsweise für die Brut untauglich gemacht werden (abtransportieren, verbrennen oder mit dafür zugelassenen chemischen Mitteln behandeln).

## Systematik

### Synonyme
Aus der Literatur sind für Ips amitinus folgende Synonyme bekannt:
- Tomicus amitinus Eichhoff, 1871
- Bostrichus duplicatus Hlawa, 1870
- Ips duplicatus Hlawa, 1870
- Ips helveticus Schedl, 1932
- Ips montanus Fuchs, 1913
- Ips amitinus var. montanus Fuchs, 1913